# Dimitri Ier Qadi
Dimitri Ier Qadi, né le 18 janvier 1861 à Damas, décédé le 25 octobre 1925, était un religieux, évêque de l'Église grecque-catholique melkite.
Ses ministères furent:
- De 1903 à 1919, archevêque de l'Archeparchie d'Alep. Son prédécesseur est Cyrille VIII Géha (it), et son successeur est Makarios Saba[3].
- 1919: Evêque grec-melkite de Damas, et Patriarche d'Antioche.